# Station Hasselt
Station Hasselt is een spoorwegstation op een knooppunt van spoorwegen in de stad Hasselt gelegen aan het Monseigneur Broekxplein. Vier spoorlijnen komen samen in het station van Hasselt:
- spoorlijn 21 uit Landen en Sint-Truiden
- spoorlijn 21A uit Genk
- spoorlijn 34 uit Luik en Tongeren
- spoorlijn 35 uit Leuven en Aarschot

## Geschiedenis

### Eerste station
Het eerste station werd gebouwd in 1847 en was een kopstation op de spoorlijn vanuit Landen. Het lag een stuk zuidoostelijker dan het huidige station, dicht bij de nieuwe weg van Hasselt naar Sint-Truiden die in 1836 aangelegd was. Het station lag op het oude tracé van deze weg zodat er geen toegangsweg diende aangelegd te worden.
Het was een houten stationsgebouw met een oppervlakte van 82 m². Er was geen goederenloods waardoor de goederen opgeslagen dienden te worden in gestationeerde wagons. In 1852 werd er wel een bijkomend uitwijkspoor aangelegd maar verdere investeringen in het te kleine station bleven uit. In 1853 kwam de telegraafverbinding tot stand.

### Bijkomende halte
Vanaf 1856 kwam een tweede spoorverbinding tot stand, namelijk deze naar Maastricht en Aken zodat het station hiermee zijn eerste rechtstreekse internationale verbinding had. Er kwam een bijkomende spoorweghalte Hasselt-Halte enkele honderden meters zuidoostelijker langs de weg naar Luik en op de nieuwe verbindingsbocht tussen de spoorlijnen naar Landen en Maastricht. De verbindingsbocht met ontdubbelingshalte was aangelegd om het kleine station te ontlasten en om te vermijden dat de rechtstreekse treinen tussen beide plaatsen veel tijd zouden verliezen bij het omkeren in het kopstation.

### Tweede station
In 1863 kwam verbinding naar Tongeren en in 1864 de verlenging tot Luik klaar. Beide kleine stations waren al vlug te klein voor het toenemende reizigersaantal. Toen in 1863 de bouw begon van de nieuwe spoorlijn Antwerpen-Hasselt via Diest en Aarschot ontstond al vlug de vraag naar een groot Centraal Station. Er werd gekozen voor een meer noordwestelijker inplantingsplaats, dichter bij de industrie die ontstaan was aan de pas gegraven kanaalkom. Op 6 december 1864 werd de aanleg van het station goedgekeurd. De werken startten begin 1865 en het nieuwe station werd in augustus 1866 in gebruik genomen, een maand na de opening van de lijn naar Eindhoven terwijl de lijn naar Antwerpen reeds in 1865 was opengegaan. Hierdoor was Hasselt geen kopstation meer. Het oude station en de ontdubbelingshalte werden gesloten.
Op 3 maart 1874 kwam de laatste verbinding, namelijk deze met Maaseik via Genk, tot stand. Het reizigersaantal groeide snel en ook de goederentrafiek nam snel toe na de aanleg van een industriële spoorlijn naar de kanaalkom. Het stationsplein werd uitgebreid en er werden goederenloodsen en een remise gebouwd. In 1896 werd een werkplaats voor locomotieven opgericht in een houten loods met zes werksporen. In 1899 werd naast de woning van de stationschef nog een dienstgebouw bijgebouwd.
Door de vondst van steenkool in de Limburgse ondergrond werd in 1911 een plan opgesteld om de lijn naar Genk en Maaseik aan te passen en te verdubbelen. Deze plannen werden uitgesteld door de Eerste Wereldoorlog. In 1914 werd een ondergrondse perronverbinding aangelegd. Na de oorlog werd het goederenstation uitgebreid om de toenemende kolentransporten op te vangen. Hierdoor werd Hasselt een belangrijk vormingsstation. In 1926 kwam een locomotievendepot en in 1930 waren de nieuwe werkplaatsen klaar. Dat jaar werd ook een nieuwe industrielijn aangelegd naar de nieuwe haven aan het in aanleg zijnde Albertkanaal.

### Huidig station
Door het toenemend aantal reizigers en de toenemende goederentrafiek werd het stationsgebouw al vlug te klein om alle diensten te huisvesten. De technische diensten waren in voorlopige gebouwen ondergebracht en sommige administratieve diensten dienden te verhuizen naar andere locaties in de stad. In 1938 stelde de NMBS het plan van het nieuwe station voor. De onderhandelingen hierover verliepen niet van een leien dakje omdat de NMBS eerst het probleem van de verbinding naar het ten zuiden van het station gelegen Runkst diende aan te pakken. Door de explosieve groei van de bevolking en het feit dat er slechts 2 spoorwegovergangen waren van Runkst naar het stadscentrum waren er grote wachttijden aan de overwegen. Ook de Tweede Wereldoorlog stelden de plannen voor een nieuw stationsgebouw uit. In 1943 leden de werkplaatsen en het vormingsstation zware schade op door bombardementen. Er vielen 33 doden en een honderdtal gewonden waaronder veel spoorwegpersoneel.
Door de nieuwe wet op de stedenbouw uit 1946 dienden de plannen herzien te worden en de NMBS stelde in 1947 een gewijzigd plan voor van een nieuw stationsgebouw. Dit plan werd echter niet goedgekeurd omdat er geen oplossing voorgesteld werd voor het probleem van de verbinding tussen Runkst en Hasselt. In 1948 werd een studiecommissie opgericht om een definitieve oplossing uit te werken voor dit probleem. Deze commissie werkte in haar eindverslag in 1951 drie voorstellen uit die allen afgewezen werden. In 1952 kwam er een nieuw voorstel van het stadsbestuur in samenspraak met de NMBS voor een 7 meter brede tunnel onder de spoorweg maar dit werd door de dienst Bruggen en Wegen afgewezen. Uiteindelijk werd een nieuw plan van Bruggen en Wegen, waarbij de weg naar Sint-Truiden de spoorweg zou overbruggen, in 1957 goedgekeurd.
In 1958 werd de bouw van een nieuw stationsgebouw goedgekeurd. Het ontwerp van het station was naar het voorbeeld van dat van Luik-Guillemins en kwam op dezelfde plaats als het vorige station. In augustus 1961 begonnen de afbraakwerken van het oude station en op 26 maart 1962 werd de eerste steen van het nieuwe station gelegd door minister van Verkeerswezen Bertrand. De inhuldiging vond plaats op 12 april 1964.
Ondertussen was Hasselt een belangrijk depot geworden voor diesellocomotieven omdat de elektrificatie van de spoorlijnen pas laat op gang kwam in Limburg. In 1967 werd de ondergrondse perronverbinding verbreed en werden de spoorbochten in het station breder om de treinen toe te laten om met hogere snelheid het station te passeren. Rond 1985 werd de aan de achterzijde van het station een groot parkeerterrein voor auto's aangelegd. Hiervoor werd de ondergrondse perronverbindinding doorgetrokken tot aan het parkeerterrein. Dit terrein moest in 2014 plaats maken voor onder meer een jeugdherberg en een stadspark (Vredespark).
Sinds mei 2008 is er ook een fietspunt ingericht.
Nabij het station ligt ook het Hendrik van Veldekegebouw, het Vlaams Administratief Centrum (VAC) van de Vlaamse overheid.
In juli 2020 werd gestart met vernieuwingswerken in het station. Zowel perrons, trappen, roltrappen, en liften worden vernieuwd. Men werkt hierbij in verschillende fasen. Op die manier zouden de perrons in 2024 allemaal op de nieuwe standaardhoogte van 76 cm gebracht moeten zijn, wat het comfort van de reiziger sterk moet verhogen.
In april 2024 werd een bijkomend perronspoor A in gebruik genomen.

## Galerij

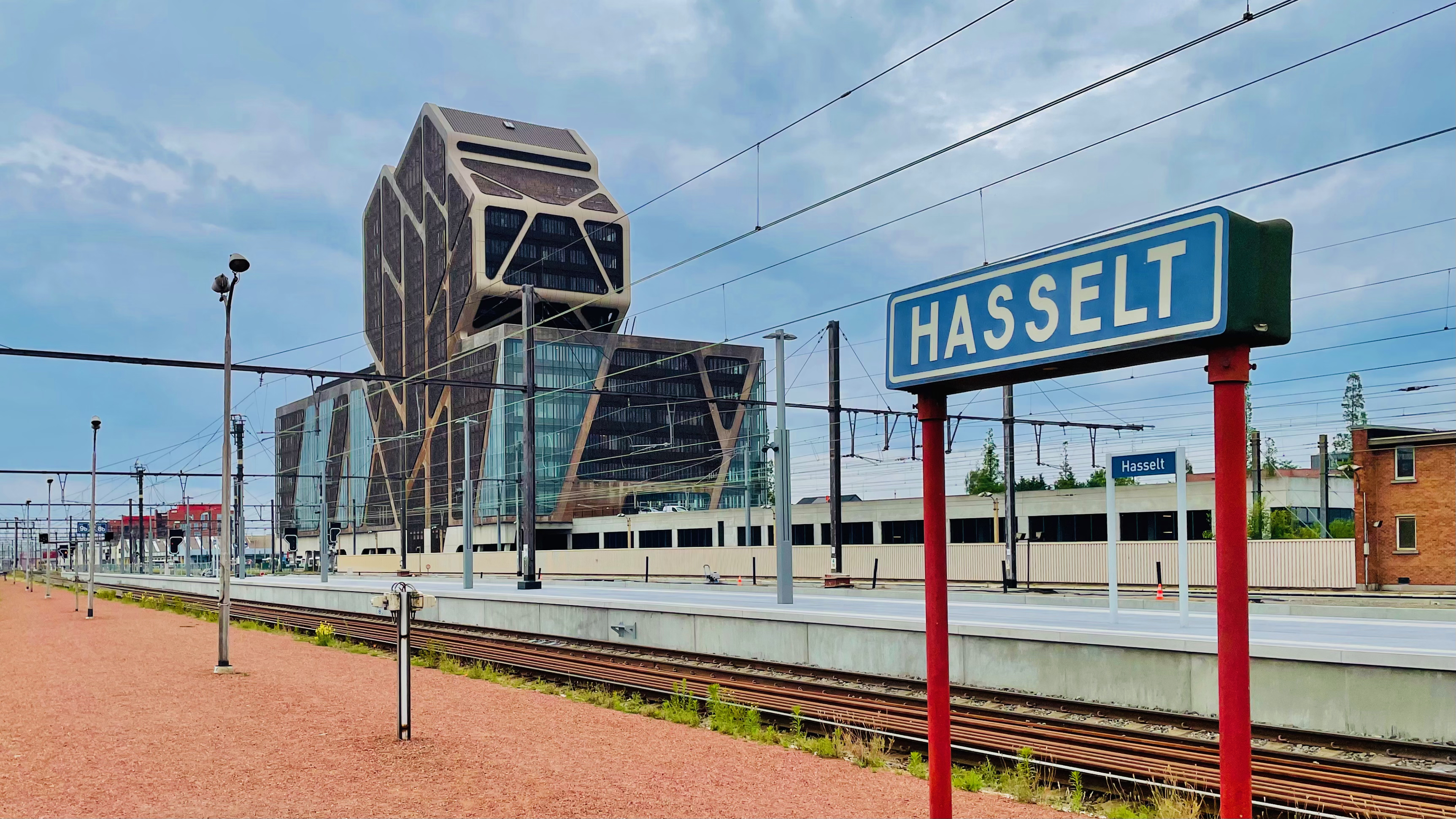
Het gerechtsgebouw in de achtergrond
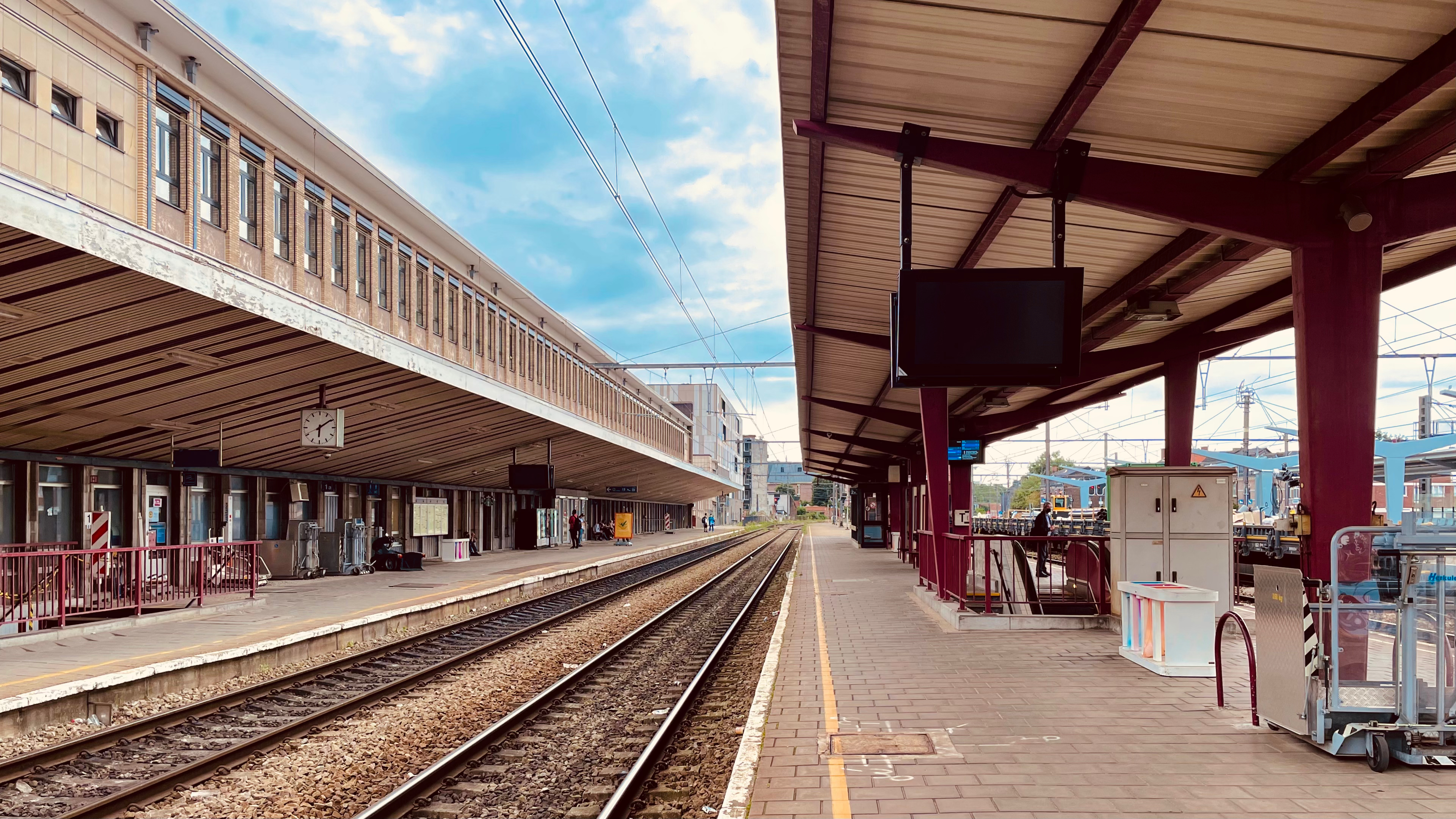
Zicht op perron 1 en 2
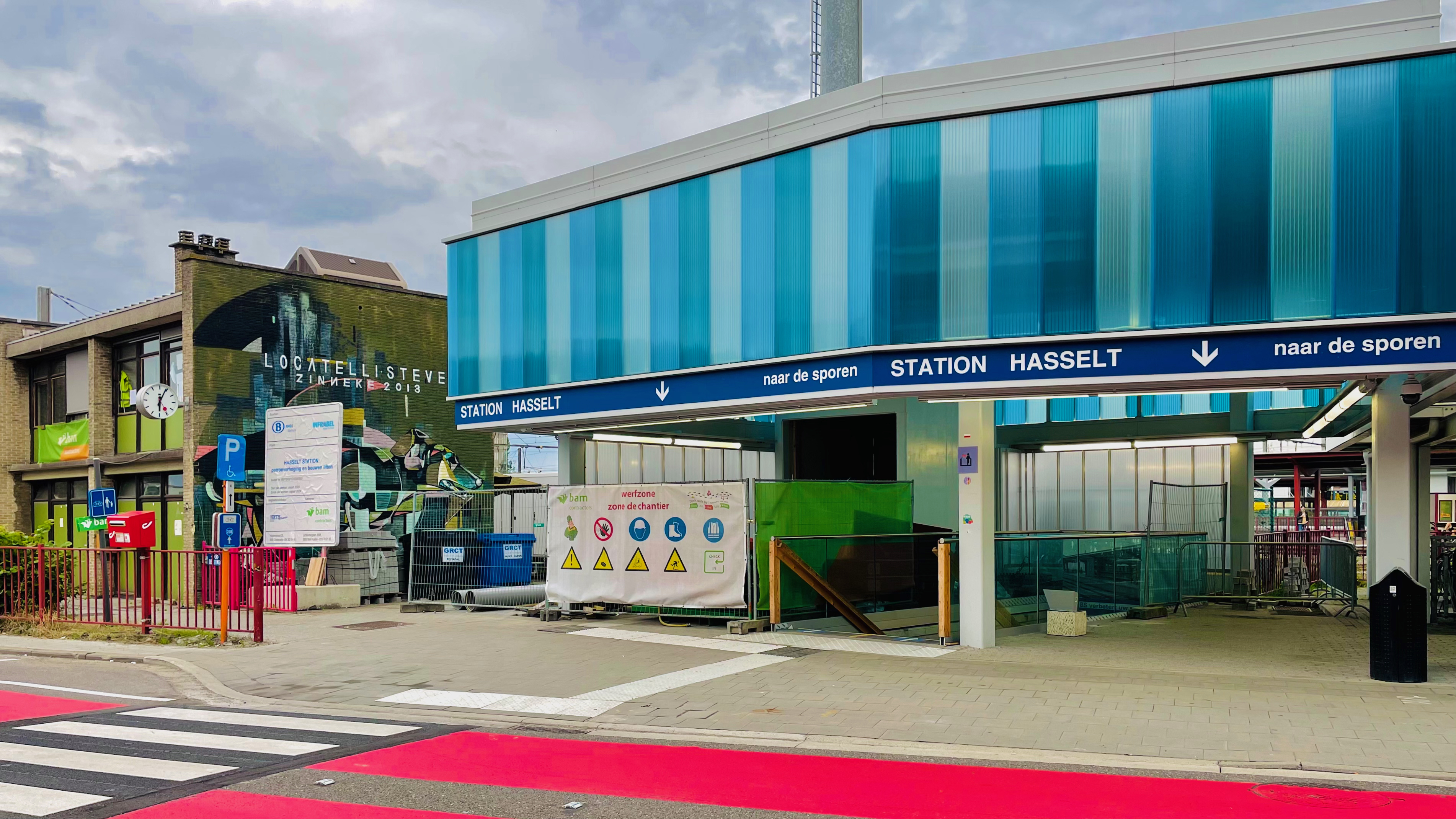
Achteringang van het station
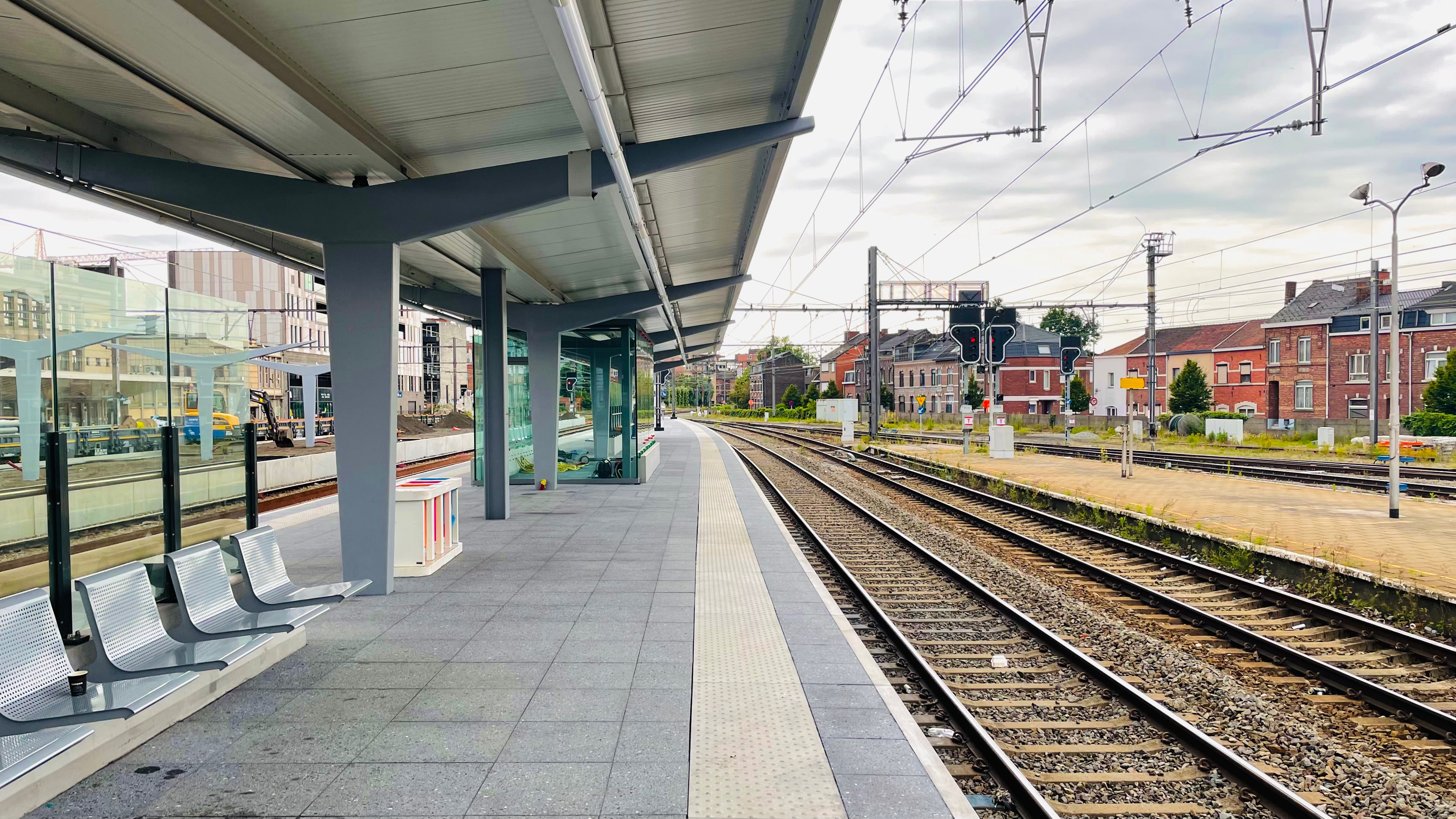
Het vernieuwde perron 7

## Treindienst
| Serie       | Treinsoort            | Route                                                                                         | Bijzonderheden                                               |
| ----------- | --------------------- | --------------------------------------------------------------------------------------------- | ------------------------------------------------------------ |
| IC 03       | Intercity (NMBS)      | Genk – Hasselt – Leuven – Brussel-Zuid – Gent-Sint-Pieters – Brugge – Blankenberge            |                                                              |
| IC 08       | Intercity (NMBS)      | Antwerpen-Centraal – Mechelen – Brussels Airport-Zaventem – Hasselt                           |                                                              |
| IC 09       | Intercity (NMBS)      | Antwerpen-Centraal – Aarschot – [ Leuven – ] Hasselt – Luik-Guillemins                        | Rijdt in het weekend Antwerpen-Centraal - Luik-Guillemins.   |
| IC 15       | Piekuurtrein (NMBS)   | Antwerpen-Centraal – Lier – Heist-op-den-Berg – Diest – Hasselt                               | Rijdt alleen op werkdagen.                                   |
| IC 20       | Intercity (NMBS)      | Gent-Sint-Pieters – Aalst – Brussel-Zuid – [ Hasselt – Tongeren ] / [ Dendermonde – Lokeren ] | Rijdt in het weekend Gent-Sint-Pieters - Lokeren.            |
| L 2450      | L-trein (NMBS)        | Leuven – Aarschot – Hasselt                                                                   | Rijdt niet in het weekend.                                   |
| S 43 5300   | S-trein Luik (NMBS)   | Maastricht – Wezet – Luik-Guillemins – Tongeren – Diepenbeek – Hasselt                        | Rijdt in het weekend niet tussen Luik-Guillemins en Hasselt. |
| P 2350      | Piekuurtrein (NMBS)   | Hasselt – Genk                                                                                | Rijdt alleen op werkdagen.                                   |
| P 7210/8210 | Piekuurtrein (NMBS)   | Hasselt – Antwerpen-Centraal                                                                  | Rijdt alleen op werkdagen.                                   |
| P 7300/8300 | Piekuurtrein (NMBS)   | Genk – Hasselt – Leuven – Brussel-Zuid                                                        | Rijdt alleen op werkdagen.                                   |
| P 7305/8305 | Piekuurtrein (NMBS)   | Tongeren – Hasselt – Brussel-Zuid                                                             | Rijdt alleen op werkdagen.                                   |
| P 7310/8310 | Piekuurtrein (NMBS)   | Leuven – Hasselt – Genk                                                                       | Rijdt alleen op werkdagen.                                   |
| P 7360/8360 | Piekuurtrein (NMBS)   | Leuven – Hasselt                                                                              | Rijdt niet in het weekend.                                   |
| P 7370/8370 | Piekuurtrein (NMBS)   | Genk – Hasselt                                                                                | Rijdt alleen op werkdagen.                                   |
| P 8225      | Piekuurtrein (NMBS)   | Tongeren – Hasselt – Leuven                                                                   | In het weekend in december en mei.                           |
| ICT 6800    | Toeristentrein (NMBS) | Tongeren – Hasselt – Brussel-Zuid – Gent-Sint-Pieters – Brugge – Oostende                     | Rijdt in juli en augustus.                                   |

## Reizigerstellingen
De grafiek en tabel geven het gemiddeld aantal instappende reizigers weer op een week-, zater- en zondag.
| Tabel: aantal instappende reizigers station Hasselt | Tabel: aantal instappende reizigers station Hasselt | Tabel: aantal instappende reizigers station Hasselt | Tabel: aantal instappende reizigers station Hasselt |
|                                                     | Weekdag                                             | Zaterdag                                            | Zondag                                              |
| --------------------------------------------------- | --------------------------------------------------- | --------------------------------------------------- | --------------------------------------------------- |
| 1977                                                | 4 112                                               | 1 366                                               | 2 112                                               |
| 1978                                                | 4 161                                               | 1 298                                               | 2 389                                               |
| 1979                                                | 3 931                                               | 1 430                                               | 2 899                                               |
| 1980                                                | 3 938                                               | 1 213                                               | 2 029                                               |
| 1981                                                | 4 663                                               | 1 236                                               | 1 780                                               |
| 1982                                                | 4 528                                               | 1 107                                               | 1 537                                               |
| 1983                                                | 3 803                                               | 1 074                                               | 1 734                                               |
| 1984                                                | 3 944                                               | 1 373                                               | 2 121                                               |
| 1985                                                | 4 269                                               | 1 532                                               | 2 348                                               |
| 1986                                                | 4 205                                               | 1 366                                               | 2 065                                               |
| 1987                                                | 4 197                                               | 1 558                                               | 2 456                                               |
| 1988                                                | 5 089                                               | 2 044                                               | 2 905                                               |
| 1989                                                | 4 460                                               | 1 871                                               | 2 372                                               |
| 1990                                                | 4 057                                               | 1 824                                               | 2 868                                               |
| 1991                                                | 4 842                                               | 1 952                                               | 2 685                                               |
| 1992                                                | 5 205                                               | 1 919                                               | 2 716                                               |
| 1993                                                | 4 168                                               | 1 857                                               | 2 864                                               |
| 1994                                                | 4 550                                               | 1 737                                               | 2 279                                               |
| 1995                                                | 4 772                                               | 2 572                                               | 2 764                                               |
| 1996                                                | 5 070                                               | 2 681                                               | 2 738                                               |
| 1997                                                | 4 724                                               | 2 386                                               | 2 691                                               |
| 1998                                                | 5 842                                               | 2 765                                               | 3 248                                               |
| 1999                                                | 5 692                                               | 2 562                                               | 3 338                                               |
| 2000                                                | 5 226                                               | 3 136                                               | 2 942                                               |
| 2001                                                | 4 913                                               | 2 322                                               | 2 396                                               |
| 2002                                                | 4 962                                               | 2 616                                               | 3 310                                               |
| 2003                                                | 4 929                                               | 2 476                                               | 2 403                                               |
| 2004                                                | 4 886                                               | 2 502                                               | 2 526                                               |
| 2005                                                | 5 442                                               | 3 558                                               | 3 296                                               |
| 2006                                                | 5 444                                               | 3 442                                               | 3 807                                               |
| 2007                                                | 6 995                                               | 2 986                                               | 3 330                                               |
| 2008                                                | -                                                   | -                                                   | -                                                   |
| 2009                                                | 5 865                                               | 3 446                                               | 4 404                                               |
| 2010                                                | -                                                   | -                                                   | -                                                   |
| 2011                                                | -                                                   | -                                                   | -                                                   |
| 2012                                                | 7 395                                               | 2 897                                               | 3 265                                               |
| 2013                                                | 7 126                                               | 3 077                                               | 2 893                                               |
| 2014                                                | 6 977                                               | 3 206                                               | 3 831                                               |
| 2015                                                | 7 275                                               | 2 835                                               | 2 913                                               |
| 2016                                                | 7 353                                               | 2 592                                               | 3 349                                               |
| 2017                                                | 7 059                                               | 3 069                                               | 2 628                                               |
| 2018                                                | 7 226                                               | 2 925                                               | 2 682                                               |
| 2019                                                | 7 279                                               | 2 839                                               | 2 777                                               |
| 2020                                                | 4 226                                               | 3 304                                               | 4 055                                               |
| 2021                                                |                                                     |                                                     |                                                     |
| 2022                                                | 6 103                                               | 3 099                                               | 3 527                                               |
| 2023                                                | 7 396                                               | 4 738                                               | 4 955                                               |
| 2024                                                | 7 450                                               | 3 420                                               | 3 619                                               |

0,0: Landen ·
2,2: Attenhoven ·
5,4: Velm ·
7,9: Halmaal ·
10,7: Sint-Truiden ·
13,1: Bornedries ·
15,5: Senselberg ·
17,3: Kortenbos ·
20,6: Hendrikstraat ·
22,3: Alken ·
23,9: Sint-Lambrechts-Herk ·
28,6: Hasselt
0,0: Hasselt ·
1,7: Kuringen ·
4,9: Kiewit ·
9,5: Bokrijk ·
12,2: Boxbergheide ·
(15,7: Genk) ·
14,8: Winterslag ·
19,3: Zwartberg ·
21,8: Waterschei ·
22,8: As ·
28,3: Opoeteren-Dilsen ·
31,7: Rotem ·
34,3: Elen ·
39,2: Maaseik
0,0: Hasselt ·
3,7: Godsheide ·
7,2: Diepenbeek ·
15,0: Beverst ·
17,2: Bilzen ·
19,3: Hoeselt ·
22,1: Alt-Hoeselt ·
24,4: 's Herenelderen ·
27,7: Tongeren ·
31,5: Nerem ·
32,0: Vreren-Nerem ·
33,1: Glaaien ·
37,7: Villers-Juprelle ·
40,3: Liers ·
42,9: Milmort ·
43,9: Milmort-Charbonnage ·
45,4: La Préalle ·
46,2: Rue Charlemagne ·
48,0: Herstal ·
49,4: Jolivet ·
50,6: Luik-Vivegnis ·
51,6: Luik-Sint-Lambertus ·
53,0: Luik-Carré ·
54,8: Luik-Guillemins
0,0: Leuven ·
3,8: Holsbeek ·
6,0: Putkapel ·
7,1: Rotselaar ·
9,1: Wezemaal ·
12,3: Gelrode ·
15,5: Aarschot ·
19,3: Langdorp ·
25,2: Testelt ·
28,1: Zichem ·
33,2: Diest ·
38,5: Zelem ·
41,1: Linkhout ·
43,2: Schulen ·
46,5: Spalbeek ·
48,3: Kermt-Dorp ·
49,9: Kermt-Statie ·
53,8: Hasselt